# Eccoptomera marginocornis
Eccoptomera marginocornis är en tvåvingeart som beskrevs av Leander Czerny 1924. Eccoptomera marginocornis ingår i släktet Eccoptomera och familjen myllflugor. Inga underarter finns listade i Catalogue of Life.